# Calligonum paletzkianum
Calligonum paletzkianum är en slideväxtart som beskrevs av Dmitrij Litvinov. Calligonum paletzkianum ingår i släktet Calligonum och familjen slideväxter. Inga underarter finns listade i Catalogue of Life.